# Miguel Ángel de Jesús Mantilla Martínez
Miguel Ángel de Jesús Mantilla Martínez (nació el 6 de abril de 1958) es un político mexicano afiliado al PAN.

## Biografía
Nació en el estado de Puebla el 6 de abril de 1958.
Licenciado en Administración de Empresas por la Universidad Popular Autónoma del Estado de Puebla (1976-1982).
Fue regidor del municipio de Puebla (1996-1999), fungió como Jefe de grupo de servicio social de la Universidad Popular Autónoma del Estado de Puebla en el municipio de San Felipe Hueyotlipan.
Actualmente es miembro activo del PAN.

## Distinciones
- Diputado federal por la LVIII Legislatura por el Distrito 11 Heroica Puebla de Zaragoza (2000-2003)[1]
- Secretario de finanzas del CDM del PAN en Puebla (1998-2000)[1]
- Regidor del municipio de Puebla (1996-1999)[1]